# Thomas Mitchell
Thomas Mitchell (Elizabeth, New Jersey, 1892. július 11. – Beverly Hills, Kalifornia, 1962. december 17.) Oscar- és Tony-díjas amerikai színész, forgatókönyvíró.
Kora egyik legnagyobb karakterszínésze volt. Olyan híres szerepek fűződnek a nevéhez, mint Scarlett édesapja, Gerald O'Hara az Elfújta a szél (1939) vagy az iszákos Doc Boone a Hatosfogat (1939) című filmekben.
Az első színész volt, aki megnyerte az Oscar- Emmy- és Tony-díjat is. Csillagja megtalálható a Hollywood Walk of Fame-en.

## Fiatalkora
Mitchell ír emigránsok gyermekeként született a New Jersey állambeli Elizabethben 1892-ben. Édesapja és bátyja újságírók voltak. Az ő példájukat követve a fiatal Mitchell is újságíró lett. Habár hamar rájött, hogy szívesebben ír kabaréjeleneteket, mint tudósításokat.

## Pályafutása
1913-ban vált színésszé, amikor csatlakozott Charles Coburn Shakespeare Társulatához. Az 1920-as években a Broadwayen lépett fel, de az írást is folytatta. A Little Accident művét háromszor is feldolgozták Hollywoodban. Első kisebb filmszerepét a Six Cylinder Loveban kapta 1923-ban.

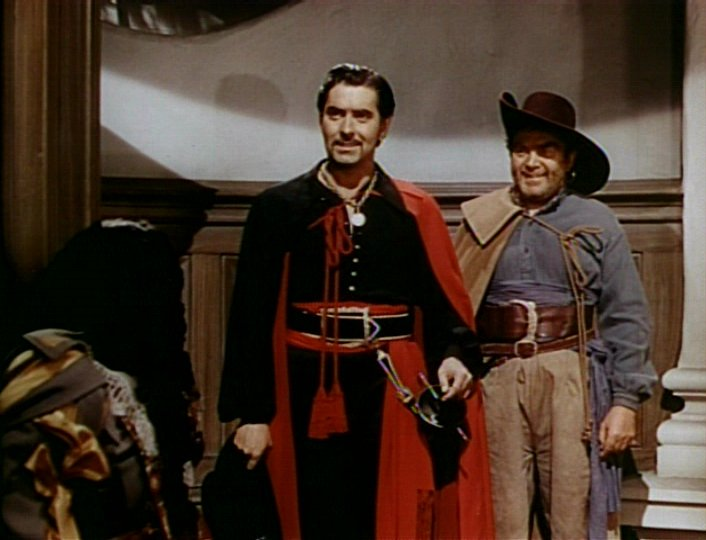
Tyron Power és Thomas Mitchell A fekete hattyúban

Az áttörést Frank Capra filmje, A Kék Hold völgye hozta meg számára 1937-ben. Ugyanabban az évben Oscar-díjra is jelölték legjobb férfi mellékszereplő kategóriában A hurrikánban nyújtott alakításáért.
A következő pár évben olyan klasszikussá vált filmekben szerepelt, mint John Ford Hatosfogatja, - amiért Oscart is nyert - az Elfújta a szél, a Becsületből elégtelen vagy A Notre Dame-i toronyőr. Amikor a Hatosfogatért átvette az Oscar-díját, azt mondta: "Nem gondoltam, hogy ilyen jó voltam."
Talán egyik legismertebb szerepe Billy bácsi volt Capra karácsonyi klasszikusában, Az élet csodaszépben James Stewart oldalán. Érdekesség, hogy a film a maga idejében nem volt túl sikeres, de később hogy évente felbukkant a televízió műsorán, minden idők egyik legkedvesebb filmjévé vált.
Az 1950-es és 1960-as években főleg tv-sorozatokban szerepelt. Eljátszotta színpadon a később Peter Falk révén világhírűvé vált Columbo felügyelőt is.  Utolsó mozifilmje az 1961-es Egy maroknyi csoda volt.

## Halála
70 éves korában, 1962-ben Beverly Hillsben halt meg csontrákban. Hamvait a Chapel of the Pines Crematory-ban helyezték el Los Angelesben.

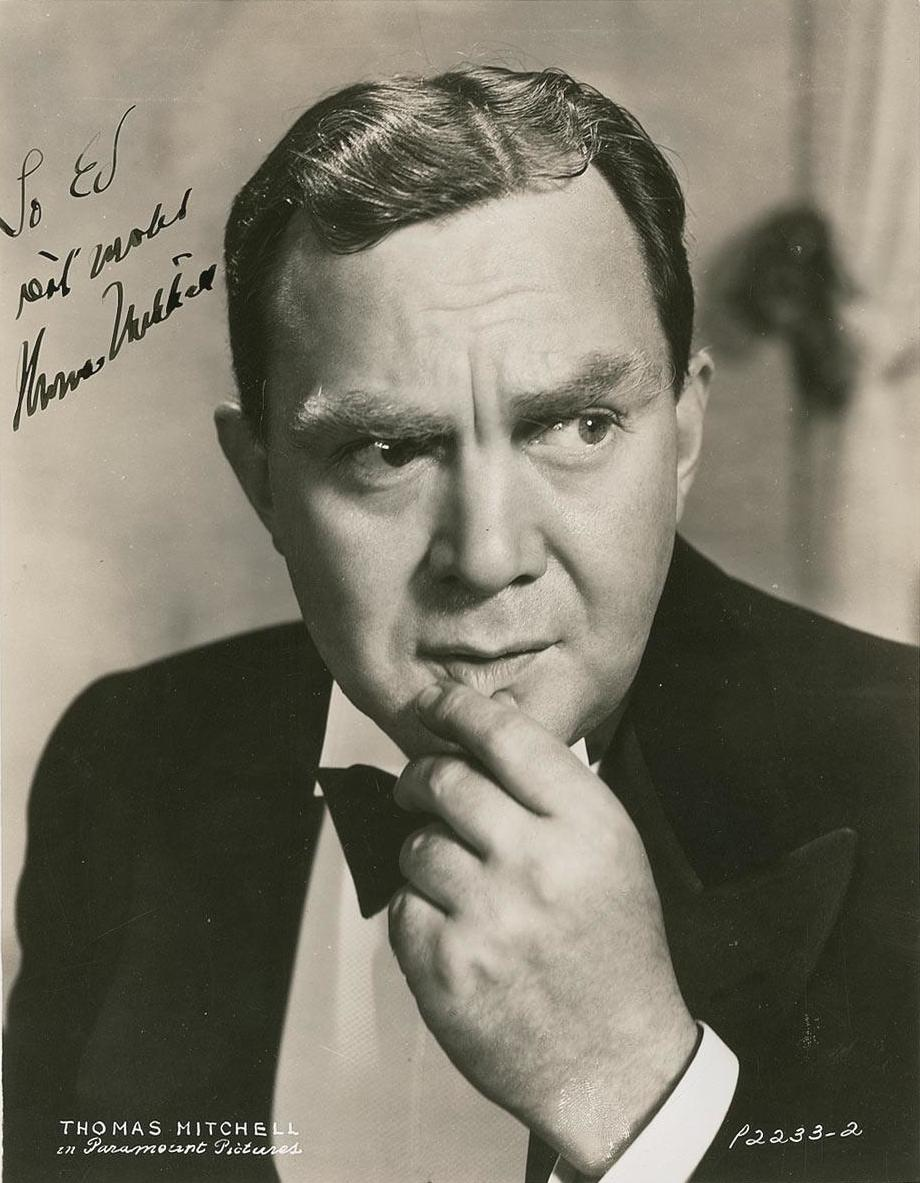
Mitchell 1937-ben

## Válogatott filmográfia
- 1937: A Kék Hold völgye (Lost Horizon) - Barnard
- 1937: A hurrikán (The Hurricane) - Dr. Kersaint
- 1939: Hatosfogat (Stagecoach) - Doc Boone
- 1939: Elfújta a szél (Gone with the Wind) - Gerald O'Hara
- 1939: Becsületből elégtelen (Mr. Smith Goes to Washington) - Diz Moore
- 1939: A Notre Dame-i toronyőr (The Hunchback of Notre Dame) - Clopin
- 1939: Csak az angyaloknak van szárnyuk (Only Angels Have Wings) - Kid Dabb
- 1940: A svájci Robinson család (Swiss Family Robinson) - William Robinson
- 1940: Hosszú út haza (Long Voyage Home) - Driscoll
- 1941: Ki a ködből (Out of the Fog) - Jonah Goodwin
- 1942: A fekete hattyú (The Black Swan) - Tom Blue
- 1943: Bataan - Jake Feingold tizedes
- 1943: A törvényenkívüli (The Outlaw) - Patt Garrett sheriff
- 1944: Buffalo Bill - Ned Buntline
- 1944: Wilson - Joseph Tumulty
- 1944: A mennyország kulcsa (The Keys of the Kingdom) - Willie Tulloch
- 1944: Sötét vizeken (Dark Waters) - Mr. Sydney
- 1946: Az élet csodaszép (It's a Wonderful Life) - Billy Bailey
- 1948: Silver River - John Plato Beck
- 1952: Délidő (High Noon) - Jonas Henderson polgármester
- 1954: Az inkák titka (Secret of the Incas) - Ed Morgan
- 1956: Amíg a város alszik (While the City Sleeps) - John Day Grifith
- 1961: Egy maroknyi csoda (Pocketful of Miracles) - Henry G. Blake bíró

## Fontosabb díjak és jelölések
Oscar-díj
- - díj: legjobb férfi mellékszereplő - Hatosfogat (1940)
  - jelölés: legjobb férfi mellékszereplő - A hurrikán (1938)

## Fordítás
- Ez a szócikk részben vagy egészben  a   Thomas_Mitchell (actor) című angol Wikipédia-szócikk fordításán alapul.  Az eredeti cikk szerkesztőit annak laptörténete sorolja fel. Ez a jelzés csupán a megfogalmazás eredetét és a szerzői jogokat jelzi, nem szolgál a cikkben szereplő információk forrásmegjelöléseként.